# ウインズ渋谷
ウインズ渋谷（ウインズしぶや）は、東京都渋谷区渋谷3-12にある日本中央競馬会 (JRA) の場外勝馬投票券発売所 (WINS) である。

## 施設概要
地上2階・地下1階の建物で、各階に発売・払戻の窓口があり、UMACA、スマッピー投票に対応している。
１階に新聞売店、２階にコーヒーショップ（耕一路）が置かれている。2階には150インチの観戦用大型モニタが設置されている。全館禁煙で、２階フロアー（２箇所）と1階出入口付近に喫煙所が設けられている。
1989年より現在まで使用されている建物の設計は黒川紀章である。

## 交通
最寄り駅は各線の渋谷駅で、JR埼京線の新南口が最も近く徒歩3分、東口からは徒歩5分の場所にある。また、東急 (渋71,72)、都営バス (都06,田87)並木橋停留所から徒歩1分で行くことができる。

## 発売・払戻時間
- 発売

原則として9時20分から発売。前日発売は17時まで。
- 払戻

開催日は9時20分から17時まで、非開催日は月曜日の10時から16時まで。
月曜日が競馬開催の場合、原則火曜日に払い戻し業務あり。
年末年始、祝日、振替休日は休業日となる。

## 発売レース
1階・2階は全レース100円単位で発売。地下1階は500円単位で発売していたが、現在は、100円単位で発売している。